# Vòng loại Giải vô địch bóng đá thế giới 1998 – Khu vực châu Á (Vòng 1)
Các trận đấu thuộc vòng thứ nhất của vòng loại Giải vô địch bóng đá thế giới 1998 khu vực châu Á diễn ra từ ngày 20 tháng 9 năm 1996 đến ngày 24 tháng 8 năm 1997.

## Thể thức
Tổng cộng 36 đội tuyển được bốc thăm chia thành 10 bảng, gồm sáu bảng bốn đội và bốn bảng ba đội. Các đội trong mỗi bảng thi đấu theo thể thức vòng tròn hai lượt tính điểm, riêng bảng 10 chỉ thi đấu vòng tròn một lượt. Đội xếp thứ nhất từ mỗi bảng đấu sẽ giành quyền tham dự vòng 2.
Hình thức thi đấu ở mỗi bảng (thi đấu tập trung hoặc sân nhà – sân khách) do các đội tuyển trong bảng tự quyết định và thỏa thuận với nhau.

## Bốc thăm
Lễ bốc thăm cho vòng 1 được tổ chức vào ngày 12 tháng 12 năm 1995 tại Carrousel du Louvre ở Paris, Pháp, cùng ngày diễn ra lễ bốc thăm vòng loại của năm liên đoàn châu lục khác. 
Lần đầu tiên, AFC đã loại bỏ việc phân chia theo khu vực Đông và Tây đối với vòng loại, thay vào đó tất cả các đội tham dự được bốc thăm với nhau. Mỗi bảng sẽ bao gồm một đội được xác định là hạt giống.
Lưu ý: Các đội tuyển in đậm đã vượt qua vòng 1 để vào vòng 2.  
| - Ả Rập Xê Út - Hàn Quốc - Iran - Iraq - Kuwait - Nhật Bản - Qatar - Trung Quốc - UAE - Uzbekistan |

| - Ấn Độ - Bahrain - Bangladesh - Campuchia - Đài Bắc Trung Hoa - Hồng Kông - Indonesia - Jordan - Kazakhstan - Kyrgyzstan | - Liban - Ma Cao - Malaysia - Maldives - Nepal - Oman - Pakistan - Philippines - Singapore - Sri Lanka | - Syria - Tajikistan - Thái Lan - Turkmenistan - Việt Nam - Yemen |

## Các bảng đấu

### Bảng 1
Các trận đấu được tổ chức tại Malaysia (lượt đi) và Ả Rập Xê Út (lượt về).

| VT | Đội               | ST | T | H | B | BT | BB | HS  | Đ  | Giành quyền tham dự |     | Ả Rập Xê Út | Malaysia | Đài Bắc Trung Hoa | Bangladesh |
| -- | ----------------- | -- | - | - | - | -- | -- | --- | -- | ------------------- | --- | ----------- | -------- | ----------------- | ---------- |
| 1  | Ả Rập Xê Út (H)   | 6  | 5 | 1 | 0 | 18 | 1  | +17 | 16 | Vòng 2              |     |             | 3–0      | 6–0               | 3–0        |
| 2  | Malaysia (H)      | 6  | 3 | 2 | 1 | 5  | 3  | +2  | 11 |                     |     | 0–0         |          | 2–0               | 2–0        |
| 3  | Đài Bắc Trung Hoa | 6  | 1 | 1 | 4 | 4  | 13 | −9  | 4  |                     | 0–2 | 0–0         |          | 1–2               |            |
| 4  | Bangladesh        | 6  | 1 | 0 | 5 | 4  | 14 | −10 | 3  |                     | 1–4 | 0–1         | 1–3      |                   |            |

| Đài Bắc Trung Hoa | 0–2      | Ả Rập Xê Út                          |
| ----------------- | -------- | ------------------------------------ |
|                   | Chi tiết | - O. Al-Dosari 34' - Al-Shahrani 37' |

| Malaysia                      | 2–0      | Bangladesh |
| ----------------------------- | -------- | ---------- |
| - Azman 43' - Abdul Karim 87' | Chi tiết |            |

| Malaysia | 0–0      | Ả Rập Xê Út |
| -------- | -------- | ----------- |
|          | Chi tiết |             |

| Bangladesh  | 1–3      | Đài Bắc Trung Hoa                                          |
| ----------- | -------- | ---------------------------------------------------------- |
| - Jewel 56' | Chi tiết | - Lin Wen-han 59' - Huang Che-ming 62' - Chen Kuei-jen 78' |

| Bangladesh  | 1–4      | Ả Rập Xê Út                                                           |
| ----------- | -------- | --------------------------------------------------------------------- |
| - Jewel 44' | Chi tiết | - Al-Muwallid 20' - Al-Temawi 27' - Al-Shahrani 65' - Al-Mehallel 73' |

| Malaysia                     | 2–0      | Đài Bắc Trung Hoa |
| ---------------------------- | -------- | ----------------- |
| - Che Zambil 2' - Sulong 16' | Chi tiết |                   |

| Đài Bắc Trung Hoa | 0–0      | Malaysia |
| ----------------- | -------- | -------- |
|                   | Chi tiết |          |

| Ả Rập Xê Út                                                   | 3–0      | Bangladesh |
| ------------------------------------------------------------- | -------- | ---------- |
| - Al-Shahrani 21' - O. Al-Dosari 23' - Abdullah Al-Dosari 50' | Chi tiết |            |

| Ả Rập Xê Út                               | 3–0      | Malaysia |
| ----------------------------------------- | -------- | -------- |
| - Al-Muwallid 59', 85' - O. Al-Dosari 87' | Chi tiết |          |

| Đài Bắc Trung Hoa | 1–2      | Bangladesh              |
| ----------------- | -------- | ----------------------- |
| - Hsu Te Ming 51' | Chi tiết | - Alfaz 45' - Nakib 81' |

| Bangladesh | 0–1      | Malaysia     |
| ---------- | -------- | ------------ |
|            | Chi tiết | - Zainal 87' |

| Ả Rập Xê Út                                                                         | 6–0      | Đài Bắc Trung Hoa |
| ----------------------------------------------------------------------------------- | -------- | ----------------- |
| - Al-Jaber 3', 16', 63' - Al-Muwallid 5' - Abdulaziz Al-Dosari 30' - Al-Zahrani 46' | Chi tiết |                   |

### Bảng 2
Các trận đấu được tổ chức tại Syria (lượt đi) và Iran (lượt về).

| VT | Đội        | ST | T | H | B | BT | BB | HS  | Đ  | Giành quyền tham dự |      | Iran | Syria | Kyrgyzstan | Maldives |
| -- | ---------- | -- | - | - | - | -- | -- | --- | -- | ------------------- | ---- | ---- | ----- | ---------- | -------- |
| 1  | Iran (H)   | 6  | 5 | 1 | 0 | 39 | 3  | +36 | 16 | Vòng 2              |      |      | 2–2   | 3–1        | 9–0      |
| 2  | Syria (H)  | 6  | 3 | 1 | 2 | 30 | 5  | +25 | 10 |                     |      | 0–1  |       | 3–0        | 12–0     |
| 3  | Kyrgyzstan | 6  | 3 | 0 | 3 | 12 | 14 | −2  | 9  |                     | 0–7  | 2–1  |       | 3–0        |          |
| 4  | Maldives   | 6  | 0 | 0 | 6 | 0  | 59 | −59 | 0  |                     | 0–17 | 0–12 | 0–6   |            |          |

1. ↑  FIFA xử Syria thắng 3–0 vì Kyrgyzstan đến sân muộn.
2. ↑  Trận đấu này đã phá kỷ lục trận đấu có tỷ số chênh lệch nhất trong các trận đấu cấp độ A của FIFA, kỷ lục trước đó thuộc về trận Đan Mạch 17–1 Pháp tại Thế vận hội Mùa hè 1908.

| Maldives | 0–17     | Iran |
| -------- | -------- | --- |
|          | Chi tiết | - Bagheri 9', 13', 16', 60', 66', 67', 86' - Estili 29', 47', 55' - Azizi 35', 36' - Shahroudi 56' - Mahdavikia 63' - Daei 75', 77' - Minavand 87' |

| Syria | 3–0 Xử thắng | Kyrgyzstan |
| ----- | ------------ | ---------- |
|       |              |            |

| Kyrgyzstan | 0–7      | Iran                                                                         |
| ---------- | -------- | ---------------------------------------------------------------------------- |
|            | Chi tiết | - Bagheri 35', 51' - Daei 57' - Majidi 68', 88' - Minavand 76' - Mousavi 82' |

| Syria | 12–0     | Maldives |
| --- | -------- | -------- |
| - Al-Said 7', 13' - Jokhadar 9', 37', 89' - Rifai 10' - Jabban 12', 78' - Srour 21' - Zaher 49' - Boshi 70', 79' | Chi tiết |          |

| Syria | 0–1      | Iran       |
| ----- | -------- | ---------- |
|       | Chi tiết | - Daei 65' |

| Kyrgyzstan                                  | 3–0      | Maldives |
| ------------------------------------------- | -------- | -------- |
| - Korzanov 4' - Merzlikin 24' - Yusupov 28' | Chi tiết |          |

| Maldives | 0–12     | Syria |
| -------- | -------- | --- |
|          | Chi tiết | - Agha 24', 50' - Dib 55' - Taleb 60' - Al-Said 62', 63', 87' - Rihawi 66' - Abrash 80', 90' - Zaher 85', 89' |

| Iran                          | 3–1      | Kyrgyzstan   |
| ----------------------------- | -------- | ------------ |
| - Azizi 3', 77' - Bagheri 52' | Chi tiết | - Kutsov 16' |

| Iran                                                                                                  | 9–0      | Maldives |
| --- | -------- | -------- |
| - Mansourian 15', 44' - Bagheri 22', 39' - Daei 33', 43' - Mahdavikia 38' - Shahroudi 68' - Azizi 87' | Chi tiết |          |

| Kyrgyzstan                  | 2–1      | Syria       |
| --------------------------- | -------- | ----------- |
| - Sardarov 76' - Kutsov 89' | Chi tiết | - Boshi 84' |

| Iran                             | 2–2      | Syria                     |
| -------------------------------- | -------- | ------------------------- |
| - Shahroudi 10' - Mansourian 30' | Chi tiết | - Boshi 11' - Al-Said 39' |

| Maldives | 0–6      | Kyrgyzstan                                                                   |
| -------- | -------- | ---------------------------------------------------------------------------- |
|          | Chi tiết | - Merzlikin 14' - Chertkov 22' - Kutsov 26' - Haitbaev 47', 89' - Ivanov 47' |

### Bảng 3
Các trận đấu được tổ chức tại Bahrain (lượt đi) và UAE (lượt về).

| VT | Đội         | ST | T | H | B | BT | BB | HS | Đ  | Giành quyền tham dự |     | Các Tiểu vương quốc Ả Rập Thống nhất | Jordan | Bahrain |
| -- | ----------- | -- | - | - | - | -- | -- | -- | -- | ------------------- | --- | ------------------------------------ | ------ | ------- |
| 1  | UAE (H)     | 4  | 3 | 1 | 0 | 7  | 1  | +6 | 10 | Vòng 2              |     |                                      | 2–0    | 3–0     |
| 2  | Jordan      | 4  | 1 | 1 | 2 | 4  | 4  | 0  | 4  |                     |     | 0–0                                  |        | 4–1     |
| 3  | Bahrain (H) | 4  | 1 | 0 | 3 | 3  | 9  | −6 | 3  |                     | 1–2 | 1–0                                  |        |         |

| Jordan | 0–0      | UAE |
| ------ | -------- | --- |
|        | Chi tiết |     |

| Bahrain       | 1–2      | UAE                |
| ------------- | -------- | ------------------ |
| - Darwish 84' | Chi tiết | - Abdulla 18', 57' |

| Bahrain         | 1–0      | Jordan |
| --------------- | -------- | ------ |
| - Al-Doseri 27' | Chi tiết |        |

| Jordan                                             | 4–1      | Bahrain      |
| -------------------------------------------------- | -------- | ------------ |
| - Tadrus 14', 89' - Al-Sheikh 33' - Al-Khateeb 88' | Chi tiết | - Rashed 43' |

| UAE                            | 3–0      | Bahrain |
| ------------------------------ | -------- | ------- |
| - Saeed 14' - Mubarak 50', 60' | Chi tiết |         |

| UAE                            | 2–0      | Jordan |
| ------------------------------ | -------- | ------ |
| - Al Talyani 27' - Mubarak 88' | Chi tiết |        |

### Bảng 4
Các trận đấu được tổ chức tại Oman (lượt đi) và Nhật Bản (lượt về).

| VT | Đội          | ST | T | H | B | BT | BB | HS  | Đ  | Giành quyền tham dự |      | Nhật Bản | Oman | Ma Cao | Nepal |
| -- | ------------ | -- | - | - | - | -- | -- | --- | -- | ------------------- | ---- | -------- | ---- | ------ | ----- |
| 1  | Nhật Bản (H) | 6  | 5 | 1 | 0 | 31 | 1  | +30 | 16 | Vòng 2              |      |          | 1–1  | 10–0   | 3–0   |
| 2  | Oman (H)     | 6  | 4 | 1 | 1 | 14 | 2  | +12 | 13 |                     |      | 0–1      |      | 4–0    | 1–0   |
| 3  | Ma Cao       | 6  | 1 | 1 | 4 | 3  | 28 | −25 | 4  |                     | 0–10 | 0–2      |      | 2–1    |       |
| 4  | Nepal        | 6  | 0 | 1 | 5 | 2  | 19 | −17 | 1  |                     | 1–6  | 0–6      | 1–1  |        |       |

| Nepal        | 1–1      | Ma Cao      |
| ------------ | -------- | ----------- |
| - Khadka 23' | Chi tiết | - Cheng 13' |

| Oman | 0–1      | Nhật Bản    |
| ---- | -------- | ----------- |
|      | Chi tiết | - Omura 10' |

| Ma Cao | 0–10     | Nhật Bản                                                                                        |
| ------ | -------- | ----------------------------------------------------------------------------------------------- |
|        | Chi tiết | - Akita 1' - Takagi 14', 33', 72' - Soma 45' - Miura 54', 89' - Moroshima 80', 82' - Nanami 86' |

| Oman           | 1–0      | Nepal |
| -------------- | -------- | ----- |
| Al Busaidy 75' | Chi tiết |       |

| Nepal | 0–6      | Nhật Bản                                                       |
| ----- | -------- | -------------------------------------------------------------- |
|       | Chi tiết | - Morishima 24' - Takagi 47', 55', 89' - Omura 76' - Honda 90' |

| Oman                                              | 4–0      | Ma Cao |
| ------------------------------------------------- | -------- | ------ |
| - Samir 32' - Al Siyabi 42', 56' - Abdul Noor 83' | Chi tiết |        |

| Nhật Bản                                                                            | 10–0     | Ma Cao |
| ----------------------------------------------------------------------------------- | -------- | ------ |
| - Nakata 17', 61' - Nishizawa 21' - Miura 23', 29', 44', 57', 62', 79' - Nanami 42' | Chi tiết |        |

| Nepal | 0–6      | Oman                                                                                     |
| ----- | -------- | ---------------------------------------------------------------------------------------- |
|       | Chi tiết | - Shakya 1' (l.n.) - Al Busaidy 13' - A. Hassan 17', 50' - Al Araimi 73' - Al Masori 78' |

| Nhật Bản                         | 3–0      | Nepal |
| -------------------------------- | -------- | ----- |
| - Nishizawa 44' - Miura 72', 87' | Chi tiết |       |

| Ma Cao | 0–2      | Oman                            |
| ------ | -------- | ------------------------------- |
|        | Chi tiết | - Al Araimi 44' - A. Hassan 89' |

| Nhật Bản    | 1–1      | Oman        |
| ----------- | -------- | ----------- |
| - Nakata 4' | Chi tiết | - Samir 63' |

| Ma Cao                          | 2–1      | Nepal               |
| ------------------------------- | -------- | ------------------- |
| - Che 78' - Da Cruz Martins 89' | Chi tiết | - Deepak Amatya 19' |

### Bảng 5
Các trận đấu được tổ chức theo thể thức sân nhà–sân khách.

| VT | Đội        | ST | T | H | B | BT | BB | HS  | Đ  | Giành quyền tham dự |     | Uzbekistan | Yemen | Indonesia | Campuchia |
| -- | ---------- | -- | - | - | - | -- | -- | --- | -- | ------------------- | --- | ---------- | ----- | --------- | --------- |
| 1  | Uzbekistan | 6  | 5 | 1 | 0 | 20 | 3  | +17 | 16 | Vòng 2              |     |            | 5–1   | 3–0       | 6–0       |
| 2  | Yemen      | 6  | 2 | 2 | 2 | 10 | 7  | +3  | 8  |                     |     | 0–1        |       | 1–1       | 7–0       |
| 3  | Indonesia  | 6  | 1 | 4 | 1 | 11 | 6  | +5  | 7  |                     | 1–1 | 0–0        |       | 8–0       |           |
| 4  | Campuchia  | 6  | 0 | 1 | 5 | 2  | 27 | −25 | 1  |                     | 1–4 | 0–1        | 1–1   |           |           |

| Indonesia                                                           | 8–0      | Campuchia |
| ------------------------------------------------------------------- | -------- | --------- |
| - Putro 1' - Lubis 6', 52' - Putiray 12', 44', 70' - Wabia 31', 36' | Chi tiết |           |

| Indonesia | 0–0      | Yemen |
| --------- | -------- | ----- |
|           | Chi tiết |       |

| Campuchia | 0–1      | Yemen         |
| --------- | -------- | ------------- |
|           | Chi tiết | - Dariban 39' |

| Campuchia      | 1–1      | Indonesia   |
| -------------- | -------- | ----------- |
| - Sochetra 65' | Chi tiết | - Putro 80' |

| Yemen | 0–1      | Uzbekistan     |
| ----- | -------- | -------------- |
|       | Chi tiết | - Khasanov 27' |

| Yemen                                                                 | 7–0      | Campuchia |
| --------------------------------------------------------------------- | -------- | --------- |
| - Al Ariki 4', 13', 15', 83' - Noman 50' - Bashafal 55' - Abdulla 65' | Chi tiết |           |

| Uzbekistan                                                                    | 6–0      | Campuchia |
| ----------------------------------------------------------------------------- | -------- | --------- |
| - Shirshov 8' - Khasanov 18' - Lebedev 38', 73' - Fedorov 45' - Irismetov 55' | Chi tiết |           |

| Indonesia      | 1–1      | Uzbekistan      |
| -------------- | -------- | --------------- |
| - Sudirman 34' | Chi tiết | - Shatskikh 74' |

| Yemen          | 1–1      | Indonesia   |
| -------------- | -------- | ----------- |
| - Al Ariki 33' | Chi tiết | - Putro 59' |

| Uzbekistan                          | 3–0      | Indonesia |
| ----------------------------------- | -------- | --------- |
| - Shatskikh 12' - Maksudov 37', 87' | Chi tiết |           |

| Campuchia      | 1–4      | Uzbekistan                                                |
| -------------- | -------- | --------------------------------------------------------- |
| - Sochetra 12' | Chi tiết | - Abdukahhor Marifaliev 2', 60' - Ravshan Bozorov 9', 30' |

| Uzbekistan                                            | 5–1      | Yemen         |
| ----------------------------------------------------- | -------- | ------------- |
| - Shkvirin 8', 63' - Shatskikh 55', 75' - Bazarov 62' | Chi tiết | - Zughair 30' |

### Bảng 6
Các trận đấu được tổ chức theo thể thức sân nhà–sân khách.

| VT | Đội       | ST | T | H | B | BT | BB | HS | Đ  | Giành quyền tham dự |     | Hàn Quốc | Thái Lan | Hồng Kông |
| -- | --------- | -- | - | - | - | -- | -- | -- | -- | ------------------- | --- | -------- | -------- | --------- |
| 1  | Hàn Quốc  | 4  | 3 | 1 | 0 | 9  | 1  | +8 | 10 | Vòng 2              |     |          | 0–0      | 4–0       |
| 2  | Thái Lan  | 4  | 1 | 1 | 2 | 5  | 6  | −1 | 4  |                     |     | 1–3      |          | 2–0       |
| 3  | Hồng Kông | 4  | 1 | 0 | 3 | 3  | 10 | −7 | 3  |                     | 0–2 | 3–2      |          |           |

| Hồng Kông | 0–2      | Hàn Quốc                               |
| --------- | -------- | -------------------------------------- |
|           | Chi tiết | - Seo Jung-won 60' - Choi Moon-sik 75' |

| Thái Lan       | 1–3      | Hàn Quốc                                                |
| -------------- | -------- | ------------------------------------------------------- |
| - Piyapong 48' | Chi tiết | - Roh Sang-rae 18' - Ha Seok-ju 74' - Choi Moon-sik 86' |

| Thái Lan                      | 2–0      | Hồng Kông |
| ----------------------------- | -------- | --------- |
| - Kritsada 23' - Natipong 79' | Chi tiết |           |

| Hồng Kông                                               | 3–2      | Thái Lan                   |
| ------------------------------------------------------- | -------- | -------------------------- |
| - Lee Kin Wo 23' - Cheng Siu Chung 48' - Au Wai Lun 88' | Chi tiết | - Natipong 43' - Dusit 70' |

| Hàn Quốc                                                       | 4–0      | Hồng Kông |
| -------------------------------------------------------------- | -------- | --------- |
| - Yoo Sang-chul 25' - Choi Yong-soo 39', 72' - Park Kun-ha 86' | Chi tiết |           |

| Hàn Quốc | 0–0      | Thái Lan |
| -------- | -------- | -------- |
|          | Chi tiết |          |

### Bảng 7
Các trận đấu được tổ chức theo thể thức sân nhà–sân khách.

| VT | Đội       | ST | T | H | B | BT | BB | HS | Đ  | Giành quyền tham dự |     | Kuwait | Liban | Singapore |
| -- | --------- | -- | - | - | - | -- | -- | -- | -- | ------------------- | --- | ------ | ----- | --------- |
| 1  | Kuwait    | 4  | 4 | 0 | 0 | 10 | 1  | +9 | 12 | Vòng 2              |     |        | 2–0   | 4–0       |
| 2  | Liban     | 4  | 1 | 1 | 2 | 4  | 7  | −3 | 4  |                     |     | 1–3    |       | 1–1       |
| 3  | Singapore | 4  | 0 | 1 | 3 | 2  | 8  | −6 | 1  |                     | 0–1 | 1–2    |       |           |

| Liban       | 1–1      | Singapore    |
| ----------- | -------- | ------------ |
| - Nazha 49' | Chi tiết | - Zainal 88' |

| Singapore | 0–1      | Kuwait         |
| --------- | -------- | -------------- |
|           | Chi tiết | - Al Saqer 29' |

| Kuwait                          | 2–0      | Liban |
| ------------------------------- | -------- | ----- |
| - Al Huwaidi 38' - Al Ahmad 79' | Chi tiết |       |

| Singapore                | 1–2      | Liban                       |
| ------------------------ | -------- | --------------------------- |
| - Steven Tan 58' (ph.đ.) | Chi tiết | - Shehab 35' - Melikian 80' |

| Kuwait                                                      | 4–0      | Singapore |
| ----------------------------------------------------------- | -------- | --------- |
| - Wabran 28' - Al Ahmad 35' - Al Huwaidi 43' - Abdullah 78' | Chi tiết |           |

| Liban        | 1–3      | Kuwait                          |
| ------------ | -------- | ------------------------------- |
| - Shehab 29' | Chi tiết | - Otaibi 7' - Al Saleh 32', 74' |

### Bảng 8
Các trận đấu được tổ chức theo thể thức sân nhà– sân khách.

| VT | Đội          | ST | T | H | B | BT | BB | HS  | Đ  | Giành quyền tham dự |     | Trung Quốc | Tajikistan | Turkmenistan | Việt Nam |
| -- | ------------ | -- | - | - | - | -- | -- | --- | -- | ------------------- | --- | ---------- | ---------- | ------------ | -------- |
| 1  | Trung Quốc   | 6  | 5 | 1 | 0 | 13 | 2  | +11 | 16 | Vòng 2              |     |            | 0–0        | 1–0          | 4–0      |
| 2  | Tajikistan   | 6  | 4 | 1 | 1 | 15 | 2  | +13 | 13 |                     |     | 0–1        |            | 5–0          | 4–0      |
| 3  | Turkmenistan | 6  | 2 | 0 | 4 | 8  | 13 | −5  | 6  |                     | 1–4 | 1–2        |            | 2–1          |          |
| 4  | Việt Nam     | 6  | 0 | 0 | 6 | 2  | 21 | −19 | 0  |                     | 1–3 | 0–4        | 0–4        |              |          |

| Tajikistan                                        | 4–0      | Việt Nam |
| ------------------------------------------------- | -------- | -------- |
| - Alidodov 8' - Mouminov 15' - Dzhaborov 50', 84' | Chi tiết |          |

| Turkmenistan  | 1–4      | Trung Quốc                                            |
| ------------- | -------- | ----------------------------------------------------- |
| - Meredov 90' | Chi tiết | - Bành Vệ Quốc 26', 39' - Cao Phong 78' - Lê Binh 80' |

| Tajikistan | 0–1      | Trung Quốc         |
| ---------- | -------- | ------------------ |
|            | Chi tiết | - Hác Hải Đông 65' |

| Turkmenistan               | 2–1      | Việt Nam               |
| -------------------------- | -------- | ---------------------- |
| - Agabaev 39' - Gulyan 53' | Chi tiết | - Nguyễn Công Vinh 71' |

| Việt Nam           | 1–3      | Trung Quốc                                           |
| ------------------ | -------- | ---------------------------------------------------- |
| - Lê Huỳnh Đức 38' | Chi tiết | - Lê Binh 23' - Phạm Chí Nghị 32' - Hác Hải Đông 44' |

| Turkmenistan   | 1–2      | Tajikistan         |
| -------------- | -------- | ------------------ |
| - Tkavadze 18' | Chi tiết | - Knizaev 41', 49' |

| Trung Quốc      | 1–0      | Turkmenistan |
| --------------- | -------- | ------------ |
| - Lý Kim Vũ 81' | Chi tiết |              |

| Việt Nam | 0–4      | Tajikistan                                                    |
| -------- | -------- | ------------------------------------------------------------- |
|          | Chi tiết | - Mouminov 5' - Alidodov 24' - Avakov 67' - Achourmamadov 75' |

| Trung Quốc | 0–0      | Tajikistan |
| ---------- | -------- | ---------- |
|            | Chi tiết |            |

| Việt Nam | 0–4      | Turkmenistan                        |
| -------- | -------- | ----------------------------------- |
|          | Chi tiết | - Agaev 16', 57', 63' - Broshin 20' |

| Trung Quốc                                                               | 4–0      | Việt Nam |
| ------------------------------------------------------------------------ | -------- | -------- |
| - Phạm Chí Nghị 7' - Hác Hải Đông 45' - Mã Minh Vũ 65' - Tô Mậu Chân 70' | Chi tiết |          |

| Tajikistan                                           | 5–0      | Turkmenistan |
| ---------------------------------------------------- | -------- | ------------ |
| - Avakov 4', 26', 34' - Dzhaborov 14' - Mouminov 88' | Chi tiết |              |

### Bảng 9
Các trận đấu được tổ chức theo thể thức sân nhà–sân khách.

| VT | Đội        | ST | T | H | B | BT | BB | HS  | Đ  | Giành quyền tham dự |     | Kazakhstan | Iraq | Pakistan |
| -- | ---------- | -- | - | - | - | -- | -- | --- | -- | ------------------- | --- | ---------- | ---- | -------- |
| 1  | Kazakhstan | 4  | 4 | 0 | 0 | 15 | 2  | +13 | 12 | Vòng 2              |     |            | 3–1  | 3–0      |
| 2  | Iraq       | 4  | 2 | 0 | 2 | 14 | 8  | +6  | 6  |                     |     | 1–2        |      | 6–1      |
| 3  | Pakistan   | 4  | 0 | 0 | 4 | 3  | 22 | −19 | 0  |                     | 0–7 | 2–6        |      |          |

| Kazakhstan                              | 3–0      | Pakistan |
| --------------------------------------- | -------- | -------- |
| - Esmagambetov 2', 62' - Yablochkin 49' | Chi tiết |          |

| Pakistan              | 2–6      | Iraq                                                         |
| --------------------- | -------- | ------------------------------------------------------------ |
| - Umer 8' - Rafiq 53' | Chi tiết | - Fawzi 1', 62' - Chathir 35', 61' - Hussein 52' - Radhi 70' |

| Iraq         | 1–2      | Kazakhstan                  |
| ------------ | -------- | --------------------------- |
| - Saadoun 2' | Chi tiết | - Klishin 41' - Loginov 48' |

| Pakistan | 0–7      | Kazakhstan                                                                           |
| -------- | -------- | ------------------------------------------------------------------------------------ |
|          | Chi tiết | - Esmagambetov 28' - Klishin 32' - Loginov 36' - Mazbaev 53' - Zubarev 64', 68', 72' |

| Iraq                                                 | 6–1      | Pakistan   |
| ---------------------------------------------------- | -------- | ---------- |
| - Hussein 11', 26' - Fawzi 69', 76' - Abbas 71', 89' | Chi tiết | - Umer 58' |

| Kazakhstan                                      | 3–1      | Iraq          |
| ----------------------------------------------- | -------- | ------------- |
| - Mazbaev 4' - Loginov 36' - Saadoun 56' (l.n.) | Chi tiết | - Abdullah 1' |

### Bảng 10
- Tất cả các trận đấu được tổ chức tại Qatar.
- Thời gian được liệt kê là UTC+3.

| VT | Đội         | ST | T | H | B | BT | BB | HS  | Đ | Giành quyền tham dự |  | Qatar | Sri Lanka | Ấn Độ | Philippines |
| -- | ----------- | -- | - | - | - | -- | -- | --- | - | ------------------- |  | ----- | --------- | ----- | ----------- |
| 1  | Qatar (H)   | 3  | 3 | 0 | 0 | 14 | 0  | +14 | 9 | Vòng 2              |  |       | 3–0       | 6–0   | 5–0         |
| 2  | Sri Lanka   | 3  | 1 | 1 | 1 | 4  | 4  | 0   | 4 |                     |  |       |           | 1–1   |             |
| 3  | Ấn Độ       | 3  | 1 | 1 | 1 | 3  | 7  | −4  | 4 |                     |  |       |           | 2–0   |             |
| 4  | Philippines | 3  | 0 | 0 | 3 | 0  | 10 | −10 | 0 |                     |  | 0–3   |           |       |             |

| Qatar                                  | 3–0      | Sri Lanka |
| -------------------------------------- | -------- | --------- |
| - Soufi 35' - Al-Enazi 51' - Fazli 81' | Chi tiết |           |

| Ấn Độ                        | 2–0      | Philippines |
| ---------------------------- | -------- | ----------- |
| - Vijayan 81' - Coutinho 85' | Chi tiết |             |

| Qatar                                                       | 5–0      | Philippines |
| ----------------------------------------------------------- | -------- | ----------- |
| - Al-Enazi 19', 41' - Soufi 29' - Al Noobi 30' - Jaloof 38' | Chi tiết |             |

| Sri Lanka   | 1–1      | Ấn Độ         |
| ----------- | -------- | ------------- |
| - Silva 14' | Chi tiết | - Chapman 39' |

| Philippines | 0–3      | Sri Lanka                         |
| ----------- | -------- | --------------------------------- |
|             | Chi tiết | - Steinwall 28' - Perera 55', 80' |

| Qatar                                                                    | 6–0      | Ấn Độ |
| ------------------------------------------------------------------------ | -------- | ----- |
| - Al-Enazi 27', 40' - Al Kuwari 42' - Maayof 47' - Soufi 52' - Fazli 61' | Chi tiết |       |

## Cầu thủ ghi bàn
Đã có 340 bàn thắng ghi được trong 89 trận đấu, trung bình 3.82 bàn thắng mỗi trận đấu.
12 bàn thắng
- Karim Bagheri

10 bàn thắng
- Miura Kazuyoshi

6 bàn thắng
- Ali Daei
- Takagi Takuya
- Bayazir Al-Said

5 bàn thắng
- Khodadad Azizi
- Mohammed Salem Al-Enazi
- Omar Al Ariki

4 bàn thắng
- Hussam Fawzi
- Khalid Al-Muwallid
- Nihad Boshi
- Arsen Avakov
- Oleg Shatskikh

3 bàn thắng
- Hác Hải Đông
- Rocky Putiray
- Widodo Cahyono Putro
- Alireza Mansourian
- Hamid Estili
- Reza Shahroudi
- Laith Hussein
- Morishima Hiroaki
- Nakata Hidetoshi
- Boulat Esmagambetov
- Zubarev
- Vladimir Loginov
- Sergey Kutsov
- Sami Al-Jaber
- Ibrahim Al-Shahrani
- Obeid Al-Dosari
- Ahmed Hassan
- Mahmoud Soufi
- Nader Jokhadar
- Khaled Al Zaher
- Shukhrat Dzhaborov
- Takhirdjon Mouminov
- Muslim Agaev
- Khamees Saad Mubarak

2 bàn thắng
- Mohammed Jewel Rana
- Hok Sochetra
- Bành Vệ Quốc
- Lê Binh
- Phạm Chí Nghị
- Ansyari Lubis
- Ronny Wabia
- Farhad Majidi
- Mehdi Mahdavikiaa
- Mehrdad Minavand
- Qahtan Chathir
- Sahib Abbas
- Jeris Tadrus
- Nanami Hiroshi
- Nishizawa Akinori
- Omura Norio
- Alexei Klishin
- Nourken Mazbaev
- Aleksandr Merzlikin
- Farhat Haitbaev
- Choi Moon-sik
- Choi Yong-soo
- Fawaz Al Ahmad
- Hamed Al Saleh
- Jasem Al Huwaidi
- Abdulfattah Shehab
- Mahfood Sultan Al Araimi
- Majdi Shaaban Samir
- Nabeel Mubar Al Siyabi
- Saeed Shaaban Al Busaidy
- Mohammad Umer
- Mubarak Mustafa
- Roshan Perera
- Aref Al Agha
- Redwan Abrash
- Tarek Jabban
- Natipong Sritong-In
- Oumed Alidodov
- Viacheslav Knizaev
- Adel Mohamed Abdulla
- Abdukahhor Marifaliev
- Igor Shkvirin
- Numon Khasanov
- Ravshan Bozorov
- Sergey Lebedev
- Shukhrat Maksudov

1 bàn thắng
- Alfaz Ahmed
- Imtiaz Ahmed Nakib
- Faisal Aziz Rashed
- Hameed Darwish
- Khaled Al-Doseri
- Cao Phong
- Lý Kim Vũ
- Mã Minh Vũ
- Tô Mậu Chân
- Au Wai Lun
- Cheng Siu Chung
- Lee Kin Wo
- Sudirman Sudirman
- Bruno Coutinho
- Carlton Chapman
- Raman Vijayan
- Ali Mousavi
- Ahmed Radhi
- Haidar Abdullah
- Sadiq Saadoun
- Basam Al-Khateeb
- Hassouneh Al-Sheikh
- Akita Yutaka
- Honda Yasuto
- Soma Naoki
- Valeri Yablochkin
- Abdulaziz Al-Dosari
- Abdullah Al-Dosari
- Fahad Al-Mehallel
- Khalid Al Temawi
- Khamis Al-Zahrani
- Alexandr Korzanov
- Kanat Sardarov
- Rafik Yusupov
- Sergei Ivanov
- Vladimir Chertkov
- Ha Seok-ju
- Park Kun-ha
- Roh Sang-rae
- Seo Jung-won
- Yoo Sang-chul
- Abdullah Wabran
- Bashar Abdullah
- Faisal Al Otaibi
- Hani Al Saqer
- Babkin Melikian
- Wael Nazha
- Cheang Chon Man
- Che Chi Man
- José Maria da Cruz Martins
- Ahmad Che Zambil
- Azman Adnan
- Idris Abdul Karim
- Rosdee Sulong
- Zainal Abidin Hassan
- Deepak Amatya
- Hari Khadka
- Farid Al Masori
- Mohamed Tayib Abdul Noor
- Zahir Rafiq
- Abdul Jaloof
- Adel Khamis Al Noobii
- Waleed Bakhit Maayof
- Zamel Al Kuwari
- Steven Tan
- Zulkarnaen Zainal
- Anton Silva
- Chaminda Steinwall
- Abdul Kader Rifai
- Ali Cheikh Dib
- Ammar Rihawi
- Bashar Srour
- Loay Taleb
- Dusit Chalermsan
- Kritsada Piandit
- Piyapong Pue-on
- Alier Achourmamadov
- Djumadurdy Meredov
- Georgi Tkavadze
- Redjep Agabaev
- Valeri Broshin
- Valeri Gulyan
- Chen Kuei-jen
- Hsu Te Ming
- Huang Che-ming
- Lin Wen-han
- Adnan Al Talyani
- Ahmed H. Saeed
- Andrei Fyodorov
- Jafar Irismetov
- Nikolai Shirshov
- Ravshan Bazarov
- Lê Huỳnh Đức
- Nguyễn Công Vinh
- Abdul Rahman Abdulla
- Esam Dariban
- Jeyab Bashafal
- Mohammed Zughair
- Munif Shaef Noman

1 bàn phản lưới nhà
- Raju Kaji Shakya (trong trận gặp Oman)
- Sadiq Saadoun (trong trận gặp Kazakhstan)